# Lędziny
Lędziny lengyel város a sziléziai vajdaságban, az bieruńsko-lędziński járásban. 2006-os adatok szerint a város lakossága 16 006 fő volt.
1. ↑  https://bdl.stat.gov.pl/api/v1/data/localities/by-unit/012415114031-0940890?var-id=1639616&format=jsonapi. (Hozzáférés: 2022. október 7.)